# Kerrie Engel
Kerrie Engel (nacida en 1966) es una nadadora paralímpica  y medallista de bronce  en los Juegos Paralímpicos de Nueva York y Stoke Mandeville 1984.

## Vida personal
Nació en Melbourne con espina bífida, Engel asistió a la Escuela Especial de Nepean hasta el final del segundo grado, a la edad de siete años. Luego se trasladó a la escuela primaria local en la Escuela Primaria Brandon Park en 1972 antes de pasar al Colegio Secundario Brentwood. En el noveno año se trasladó a la Escuela Anglicana de Niñas de Korowa.

## Carrera deportiva

### Primeros tiempos
En 1981, Engel fue uno de los cuatro victorianos elegidos para competir en los primeros Juegos Juveniles por invitación en Newcastle upon Tyne, Reino Unido. Los otros juniors fueron Peta Jayne Goodwin, Rodney Young y Paul Stitt. Cuando Engel regresó a Australia, había ganado muchas medallas en eventos de natación y también en atletismo.
Después de eso, compitió en los Nacionales Seniors de Melbourne y comenzó a entrenar mucho más después de la escuela. Fue entrenada en natación en la Academia de Natación North Lodge bajo la dirección de June O'Doherty y el entrenamiento de atletismo fue supervisado por uno de los atletas sénior de Paravics, Ivan Rasojovic.
Mientras estudiaba en el año 10 fue seleccionada para competir en los Juegos FESPIC en Sha Tin, Hong Kong. Continuó entrenando en Northlodge durante la misma época que Greg Fasala, que fue entrenado por Jim O'Doherty ('Boss'), por lo que la cubierta de la piscina a menudo tenía niños animando a ambos atletas extranjeros en las pruebas de tiempo. Dos estudiantes de educación física, Paul y Tim Hannon, eran los entrenadores de la pista. Al mismo tiempo, fue entrenada en la piscina de la Universidad de Monash por los entrenadores de Paravics, Greg Frost y luego Brian, donde conoció a otros atletas en silla de ruedas. Engel nadó en el mismo encuentro de Fasala cuando se celebraron los Primeros Juegos del Día de Australia en Melbourne y recuerda haber caminado en el desfile de la Casa de Cristal junto a la «Máquina del Mal».
Consiguió las mejores marcas personales en estilo libre y espalda (100 m y 100 m) así como en pruebas de atletismo, ganando medallas de bronce y plata en natación en los Juegos FESPIC. Dawn Fraser fue la motivadora del equipo y Engel recuerda a la nadadora australiana liderando el canto «Aussie, Aussie, Aussie» en la arena mientras el equipo hacía su entrada. A lo largo de su carrera, Engel compitió en la clase 5, aunque estaba al límite de la clase 4, lo que se hizo evidente cuando nadó contra Sue en la clase fronteriza entre Victoria y Australia del Sur en algunas competiciones de Mount Gambier.
El punto culminante de la carrera de Engel fue representar a Australia en los Juegos Paralímpicos de Nueva York y Stoke Mandeville 1984. Ganó el bronce en los 400 m de estilo libre con una marca personal de 7.11 en la clase 5.
Como resultado de esto, representó a los estudiantes en la Asociación Ejecutiva de Deportes y Recreación de la Universidad de Monash entre 1984 y 1989 mientras cursaba su licenciatura. Se le concedió un Full Blue en 1984 y fue admitida en el Salón de la Fama de la Universidad de Monash en 2005. En general, Engel compitió en cuatro Juegos Nacionales Mayores en los años 1981, 1984, 1986 y 1988.

### Después de los Juegos Paralímpicos
Engel recibió un permiso especial para unirse a Northlodge A.U.S.S.I. cuando tenía 23 años, aunque la gente generalmente necesitaba tener más de 30 años para nadar en MASTERS. Nadó en varios encuentros cortos y largos con el equipo de Northlodge Neptune.
También se divirtió compartiendo sus habilidades de natación entrenando a los júniors de Paravics, y jugando un poco de tenis en silla de ruedas (en Frankston) y de baloncesto en silla de ruedas (en Preston) pero fue más feliz en la piscina. En su equipo había otros nadadores paralímpicos notables como Anne Currie, que también participó en los Juegos Paralímpicos de 1984, pero que compitió en Long Island.
Aunque nació con espina bífida, Engel nadó contra otros atletas con parálisis y lesiones en la columna vertebral, como la poliomielitis y la parálisis cerebral. Fue capitana del equipo en los Nacionales de Perth.
En 1991, Engel obtuvo una licenciatura en artes de la Universidad de Monash. Volvió a la natación competitiva en 1994 mientras trabajaba en World Vision Australia para nadar en los Juegos FESPIC de Pekín y se alegró de que la natación fuera comparativa y más rápida que su mejor marca personal de 1983. Se llevó dos medallas de oro y una de plata.
En 1999, coescribió el libro Challenge and Hope: Disability, Disease and Trauma in the Developing World con Jill Burn.
Engel está casada y vive en Australia Occidental. En 2014 se graduó con una maestría en Derechos Humanos de la Universidad de Curtin. Obtuvo su Cert IV TAE y dirige Kerrie Duff Consulting. En su tiempo libre Engel disfruta compartiendo sus experiencias de vida en eventos comunitarios como la Semana contra la Pobreza de 2016 o el proyecto «TedxPerth as a Living Book through The Human Library» de 2017.